# 菊池高志
菊池 高志（きくち たかし、1941年4月2日 - ）は、日本の法学者。九州大学名誉教授。専門は労働法、労使関係論。

## 経歴
九州大学総長を務めた法学者菊池勇夫の四男として福岡市に生まれる。兄に東洋史学者菊池英夫、海洋生物学者菊池泰二、経済学者菊池光造がいる。
1960年福岡県立修猷館高等学校を経て、1965年3月東京都立大学法経学部を卒業。1967年3月同大大学院社会科学研究科（基礎法学専攻）修士課程修了（法学修士）。1970年3月同大大学院社会科学研究科（基礎法学専攻）博士課程単位取得退学。東京都立大学では沼田稲次郎教授の指導のもと労働法の研究を行った。
1970年4月神奈川大学法学部講師となり、1972年4月同助教授を経て、1977年4月九州大学法学部助教授に転じ、1986年8月同教授・大学院法学研究科指導教官（社会法講座）に就任。1994年7月より1996年6月まで法学部長を務めた。1998年3月退職、名誉教授となる。
1998年4月西南学院大学法学部教授・大学院法学研究科指導教授（社会法学）に招聘され就任。1999年4月法学部長に就任する。2011年3月退職。
九州法学会理事長なども務めた。

## 共編著書
- 『労働法講義』（西谷敏、角田邦重共編著、有斐閣、1985年）
- 『高齢者の法』（河野正輝共編著、有斐閣、1997年）
- 『労働契約（講座21世紀の労働法第4巻）』（野田進、中窪裕也共編著、有斐閣、2000年）